# Pöcking
'Pöcking är en kommun och ort i Landkreis Starnberg i Regierungsbezirk Oberbayern i förbundslandet Bayern i Tyskland. Pöcking, som är beläget vid Starnberger See, har cirka 6 000 invånare år 2015.

## Administrativ indelning
Kommunen Pöcking består av orterna Aschering, Maising, Niederpöcking, Seewiesen, Pöcking och Possenhofen.